# باربارا بوش
باربارا پیرس بوش (به انگلیسی: Barbara Bush) (زادهٔ ۸ ژوئن ۱۹۲۵ – درگذشتهٔ ۱۷ آوریل ۲۰۱۸) همسر جرج اچ. دابلیو بوش، چهل و یکمین رئیس‌جمهور ایالات متحده آمریکا و بانوی اول ایالات متحده آمریکا از سال ۱۹۸۹ تا ۱۹۹۳ بود.
پیش از این، او به‌عنوان سی و سومین بانوی دوم ایالات متحده از سال ۱۹۸۱ تا ۱۹۸۹ شناخته می‌شد، در مدتی که همسرش معاون رئیس‌جمهور رونالد ریگان بود.
باربارا بوش، همچنین مادر جرج دابلیو بوش، چهل و سومین رئیس‌جمهور ایالات متحده آمریکا، جب بوش، فرماندار سابق ایالت فلوریدا، رابین بوش، نیل بوش، ماروین بوش و دورسی بوش کوچ است. در ۱۵ آوریل ۲۰۱۸، باربارا بوش بانوی اول سابق آمریکا در پی چند بار مراجعه به بیمارستان، تصمیم به عدم پیگیری معالجات پزشکی خود گرفت و گفت از این پس تنها مراقبتهای تسکینی را دنبال خواهد کرد. باربارا بوش در ۱۷ آوریل ۲۰۱۸ در سن ۹۲ سالگی در خانه‌اش در هیوستون درگذشت.